# Altmetria

O logo original no Manifesto Altmétrico

No meio acadêmico e nos estudos de comunicação científica, Altmetria (aportuguesamento de Altmetrics) são métricas alternativas (alternative metrics) às mais tradicionais como as bibliométricas baseadas em citações, tais como o fator de impacto e o índice-h. Diferente dessas últimas, a altmetria tem como objeto de análise a disseminação científica de resultados de pesquisa no contexto das redes sociais e seus respetivos recursos, avaliando, por exemplo, menções em portais de notícias, blogs, redes sociais, gestores de referências e enciclopédias colaborativas.
As citações em artigos científicos normalmente ocorrem entre cientistas (indicador bibliométrico)  o que difere  da menção numa rede social, destarte, os indicadores bibliométricos não podem ser considerados equivalentes, alguns autores consideram como complementares. Também não podem ser considerados indicadores alternativos, pois medem fenômenos diferentes.
Apesar das controvérsias em torno do seu significado, a altmetria não pode ser considerada alternativa, mas complementar às métricas tradicionais consolidadas, pelo que uma não substitui a outra.
Até mesmo por medirem impactos distintos, mas que se correlacionam, até porque, isoladamente, nenhuma delas é capaz de descrever o quadro completo da comunicação científica. Uma definição bastante completa é proposta por Maricato e Martins:
"uma área emergente do campo de Ciência da Informação, que se ocupa do estudo, produção e uso de indicadores científicos e tecnológicos. Baseada em ferramentas que captam informações de múltiplas fontes, que ao serem socializadas em mídias e redes sociais, geram ações e interações de uma grande variedade de atores sociais e novas formas de relacionamento com objetos digitais e entre pessoas. Área que se relaciona, transversalmente, às áreas de bibliometria, cientometria e webometria, havendo como núcleo integrador a comunicação científica, mas com novos tipos de indicadores que medem um outro tipo, complementar, de citação, engajamento e impactos dos outputs acadêmicos"
O termo foi usado pela primeira vez em um tweet de Jason Priem e posteriormente proposto no Manifesto Altmétrico. Ainda que geralmente seja pensada como métricas de artigos, podem ser utilizadas por autores, revistas, livros, dados, apresentações, vídeos, códigos, páginas web, instituições, etc. O Manifesto consigna que não seriam o mesmo que Webometria, porém, Gouveia propôs que a Altmetria seria um campo definido por estudos da Cientometría, utilizando dados da Webometria e Cibermetria. Uma das vantagens atribuídas à altmetria refere-se à possibilidade de se mensurar a interação entre o que é produzido pela academia e a sociedade em geral (não acadêmicos), diferentemente do que acontece com os indicadores tradicionais, que se dedicam, sobretudo, a estudar a relação dos impactos da produção científica no interior das comunidades científicas. 